# Spišská Stará Ves
Spišská Stará Ves (em húngaro: Szepesófalu; alemão: Altendorf, Altdorf; polonês/polaco: Stara Wieś Spiska) é uma cidade da Eslováquia, situada no distrito de Kežmarok, na região de Prešov. Tem 17,53 km² de área e sua população em 2018 foi estimada em 2.242 habitantes.

## Demografia
| Ano:        | 1994 | 2004   | 2014   | 2024   |
| ----------- | ---- | ------ | ------ | ------ |
| Broj ljudi: | 2320 | 2337   | 2267   | 2156   |
| Razlika:    |      | +0,73% | -2,99% | -4,89% |

| Ano:               | 2023 | 2024   |
| ------------------ | ---- | ------ |
| Número de pessoas: | 2178 | 2156   |
| Diferença:         |      | -1,01% |